# تمبينكوسي لورش
تمبينكوسي لورش (بالإنجليزية: Thembinkosi Lorch)؛ من مواليد 22 يوليو 1993) هو لاعب كرة قدم محترف جنوب أفريقي يلعب كمهاجم لأورلاندو بايرتس والمنتخب الوطني الجنوب الأفريقي.

## وصلات خارجية
- تمبينكوسي لورش على موقع قاعدة بيانات كرة القدم.إي يو (الإنجليزية)
- تمبينكوسي لورش على موقع ناشيونال فوتبول تيمز (الإنجليزية)
- تمبينكوسي لورش على موقع Soccerway.com (الإنجليزية)
- تمبينكوسي لورش على موقع عالم كرة القدم.نت (الإنجليزية)

- تمبينكوسي لورش  على سكروي